# Happy Comédie Saint-Martin
La Happy Comédie Saint-Martin  est une salle de spectacle située 33, boulevard Saint-Martin dans le 3e arrondissement de Paris.
Depuis sa création en 1921, ce lieu a changé de nom à plusieurs reprises : il a initialement été appelé Le Coucou (avec ensuite des variantes : Le Coucou - Cabaret artistique, Le Coucou - Cabaret du rire et Le Coucou-Théâtre), avant de devenir Théâtre du Boulevard en 1966, puis Comédie-Saint-Martin. Son nom actuel date de 2016.

## Historique
L'immeuble, réalisé en béton armé Hennebique, a été construit en 1913 par l'entreprise Mazo, spécialisée dans la construction et la commercialisation de matériel pour la photographie et la projection. Une sortie de secours autorisée par la ville de Paris donne entre deux escaliers.
Initialement destinée à être un cinéma, la salle devient un cabaret d'auteurs le 29 juillet 1921 sous la direction de Jean Marsac et Clément Auroux : Le Coucou. De nombreux chansonniers, humoristes et chanteurs s'y produisent dans les décennies suivantes : Géo Charley, Pierre Dac, Raymond Souplex (qui y crée en 1951 Conciliation), Jane Sourza, Cloé Vidiane,  André Gabriello ou encore Robert Rocca.
La salle porte différentes appellations au fil des ans : Le Coucou - Cabaret artistique, Le Coucou - Cabaret du rire et le Coucou-Théâtre.
En 1966, Jean Marsac cède la salle à Henry Orengo et Henri Astric, qui prennent comme enseigne théâtre du Boulevard, puis Comédie-Saint-Martin. S'y produisent de jeunes comédiens comme Nicole Garcia (en 1969, dans Ava de Micheline Bourday, mise en scène François Guerin) ou Patrick Chesnais (en 1969, dans Zozo de Jacques Mauclair, mise en scène Jean-Pierre Darras).
En 1971, après un procès[réf. nécessaire], la salle change d'affectation et devient une salle de jeux gérée par l'Association du cercle Eldo (ACE). Le cercle a été fermé en juin 2011 dans le cadre du démantèlement d'un réseau de grand banditisme corse.
Elle est réhabilitée en 2016 par Philippe Campinchi et Patrick Levy-Waitz avant d'être cédée aux frères Vardar qui la rebaptisent Happy Comédie Saint-Martin. Elle intègre ainsi le groupe Happy Comédie qui détient déjà Le Palace et La Grande Comédie à Paris, ainsi que la Happy Comédie de Strasbourg et la Comédie de Nice. 